# Edles Warmblut
L′Edles Warmblut (« sang-chaud noble », en français), est une race de chevaux de l'ancienne République démocratique allemande (RDA), qui a existé de 1971 à 1990.